# Desa Sukamulya (administrativ by i Indonesien, Jawa Barat, lat -6,59, long 107,00)
Desa Sukamulya är en administrativ by i Indonesien.   Den ligger i provinsen Jawa Barat, i den västra delen av landet, 40 km söder om huvudstaden Jakarta.